# The Wise Kid
Diamantarmen er en amerikansk stumfilm fra 1922 af Tod Browning.

## Medvirkende
- Gladys Walton som Rosie Cooper
- David Butler som Freddie Smith
- Hallam Cooley som Harry
- Hector Sarno som Tony Rossi
- Henry A. Barrows som Jefferson Southwick